# Tüzed, Uram, Jézus
A Tüzed, Uram, Jézus magyar egyházi népének. Dallama megegyezik az izraeli himnusz dallamával.

## Kotta és dallam
| Tüzed, Uram Jézus, szítsd a szívemben, Lángja lobogjon elevenebben! Ami vagyok és mind, ami az enyém, Tartsd a kezedben igazi helyén. Életem kútja, örök örömem. Fény a sötétben, csak te vagy nekem. Hallod imám, és bármi fenyeget, Nem hagy el engem, tart a te kezed. | Szorongat a Sátán de Te velem vagy, Hű Szabadítóm, aki el nem hagy. Ennek a világnak fekete egén, Lényed a csillag sugarad a fény. Életem kútja, örök örömem… | Jön az örök nap már, közeledik Ő, Mennyei honba hazavinni jő. Röpke pillanat, míg tart a keserű, Krisztus elém jön – örök a derű. Életem kútja, örök örömem… |

## Felvételek
- Berta Schmidt – F.S. Ellert:  Tüzed Uram Jézus. YouTube (2011. május 28.)  (Hozzáférés: 2017. augusztus 27.) (audió)
- Berta Schmidt – F.S. Ellert:  Tüzed Uram Jézus. YouTube (2014. január 30.)  (Hozzáférés: 2017. augusztus 27.) (audió, képek, szöveg)
- Berta Schmidt – F.S. Ellert:  Tüzed Uram Jézus. Jenei Dóra  YouTube (2011. április 2.)  (Hozzáférés: 2017. augusztus 27.) (videó)
- Berta Schmidt – F.S. Ellert:  Tüzed Uram Jézus. Mesterné Bálint Katika  YouTube (2012. december 18.)  (Hozzáférés: 2017. augusztus 27.) (audió, képek, szöveg)
- Berta Schmidt – F.S. Ellert:  Tüzed Uram Jézus. Emmaus zenekar  YouTube (2010. október 31.)  (Hozzáférés: 2017. augusztus 27.) (audió, képek, szöveg)
- Berta Schmidt – F.S. Ellert:  Tüzed Uram Jézus. Ulveczki Éva  www.facebook.com (2020. október 16.)  (Hozzáférés: 2021. február 2.) (videó)